# Smilův hrad
Smilův hrad (též Smilovo hradisko) je téměř zaniklý středověký hrad nacházející se ve vojenském újezdu Březina v okrese Prostějov. Jedná se o pozůstatky opevněného sídla z konce 13. století, které bylo pravděpodobně pojmenováno po Smilovi z Drahotuš, synovi Bohuše z Jedovnice a synovci Hartmana z Holštejna. Hrad byl vystavěn jako ochranný objekt blízkého naleziště železné rudy v rámci kolonizace Drahanské vrchoviny. Podle archeologických nálezů vznikl v druhé polovině 13. století a zanikl na počátku 14. století. V písemných pramenech je poprvé zmiňován až roku 1391, kdy byl již pustý. Dnes jsou zachovány pouze terénní relikty, které se nacházejí na ostrohu mezi Drahanským a Kamenným žlebem, necelé 4 km západně od obce Žárovice.

## Historie

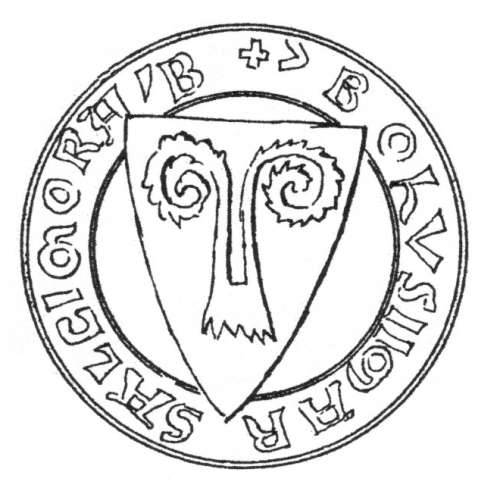
Pečeť Bohuše z Drahotuš

Hrad byl vystavěn v období druhé poloviny 13. století, což potvrzují archeologické nálezy datující dobu jeho existence do poslední čtvrtiny 13. století a první čtvrtiny 14. století. Pravděpodobným zakladatelem byl Smil z Drahotuš, příslušník významného moravského rodu pánů z Ceblovic, kteří se podíleli na kolonizaci Drahanské vrchoviny. Smil byl synem Bohuše z Jedovnice a Drahotuš a synovcem Hartmana z Holštejna, významných představitelů kolonizace této oblasti.
Smilův hrad byl vybudován především jako ochranný objekt blízkého naleziště železné rudy, což souviselo s ekonomickým využitím nově kolonizovaných oblastí. V období kolonizace Drahanské vrchoviny ve 13. století byla těžba železné rudy jednou z důležitých hospodářských aktivit. Mezi nejvýznamnější oblasti těžby patřily lokality u Olomučan, Rudice, Habrůvky, Josefova a oblast kolem Malého Hradiska, kde se nacházelo významné keltské sídlo typu oppidum - Staré Hradisko. Právě ochrana těchto nalezišť byla jedním z hlavních důvodů výstavby menších opevněných sídel v této oblasti.
Po rozpadu kolonizačního dominia pánů z Ceblovic získali tuto oblast páni z Kravař. Hrad, který podle některých názorů nebyl ani zcela dokončen, ztratil na významu a již počátkem 14. století zpustl. Jediná písemná zmínka o hradu pochází z roku 1391, kdy se v dokumentech uvádí jako pusté "Smilovo hradisko". Krátké trvání hradu mohlo souviset s přesunem mocenských center a změnami vlastnických poměrů v regionu po konsolidaci nově osídlených území.

## Archeologický výzkum
Archeologické výzkumy potvrdily, že hrad byl obýván pouze krátkou dobu na přelomu 13. a 14. století. Dispozičně se jednalo o menší opevněné sídlo, typické pro kolonizační období. Smilův hrad se skládal z vlastního hradu (jádra) a předhradí, což odpovídalo běžnému uspořádání hradů dané doby. Hlavní stavbou byl obdélníkový palác, kolem něhož se nacházely další objekty. Značná část budov hradu byla pravděpodobně dřevěná, což vysvětluje, proč se dochovalo tak málo nadzemního zdiva. Hrad je umístěn na protáhlé ostrožně, která je přetnuta dvěma příkopy. První, poměrně úzký příkop se nachází ve vzdálenosti 70 metrů od jádra hradu. Za ním následuje dlouhý a velmi úzký hřeben, který od vlastního jádra odděluje druhý, 12 metrů široký příkop vylámaný do skály. V samotném jádru se zachovalo několik úseků obvodové hradby na východní straně a také dobře patrná prohlubeň po místnosti stavení, částečně zasekaného do skály. Na východní straně obíhá jádro úzký příkop. Archeologické nálezy dokládají, že hrad zanikl požárem, pravděpodobně násilným způsobem. Tato skutečnost může souviset s mocenskými změnami v regionu na počátku 14. století. Přestože písemné prameny o příčinách zániku hradu mlčí, archeologické doklady naznačují, že k jeho opuštění došlo náhle a definitivně.

## Současný stav
V současné době se z hradu dochovaly pouze terénní relikty, které jsou však v terénu stále dobře patrné. Zbytky hradu leží na ostrohu mezi Drahanským a Kamenným žlebem, necelé 4 kilometry západně od obce Žárovice. Lokalita se nachází na území vojenského újezdu Březina, což značně omezuje její přístupnost pro veřejnost. Nejjednodušší přístup k hradu vede od Žárovic, odkud směřuje asfaltová cesta podél potoka až pod hrad. Na začátku cesty je umístěn zákaz vjezdu i vstupního prostoru. V terénu je stále dobře čitelná původní dispozice hradu s příkopy a valy. Dobře patrná je také původní přístupová cesta na západní straně, vedoucí po západním úbočí před hradem. V blízkosti Smilova hradu se nachází několik dalších historicky významných lokalit, jako je Starý Plumlov (Drahans) vzdálený přibližně 1,9 km a Čertův hrádek, které společně se Smilovým hradem tvořily součást sítě opevněných bodů vznikajících během kolonizace Drahanské vrchoviny ve 13. století. Tato skutečnost podtrhuje význam této oblasti v období vrcholného středověku, především v souvislosti s těžbou a zpracováním železné rudy.